# Tarczówka marmurkowata
Tarczówka marmurkowata (Halyomorpha halys) – gatunek pluskwiaka z podrzędu różnoskrzydłych i rodziny tarczówkowatych. Fitofag żerujący na ponad 175 gatunkach roślin. Rodzimy dla Azji Wschodniej, jednak zawleczony m.in. do Ameryki Północnej i Europy, gdzie stał się gatunkiem inwazyjnym i groźnym szkodnikiem drzew i krzewów owocowych i ozdobnych oraz warzyw i kukurydzy.

## Taksonomia
Gatunek ten opisany został po raz pierwszy w 1855 roku przez Carla Ståla pod nazwą Pentatoma halys. Niezależnie opisywany był pod nazwami Poecilometis mistus, Dalpada brevis i Dalpada remota, a przez niektórych autorów traktowany jako synonim Halyomorpha picus. Uporządkowania statusu gatunku dokonali Josifov i Kerzher w 1978 roku wskazując priorytet dla epitetu gatunkowego halys i synonimizując z nim P. mistus, D. brevis i D. remota.

## Opis

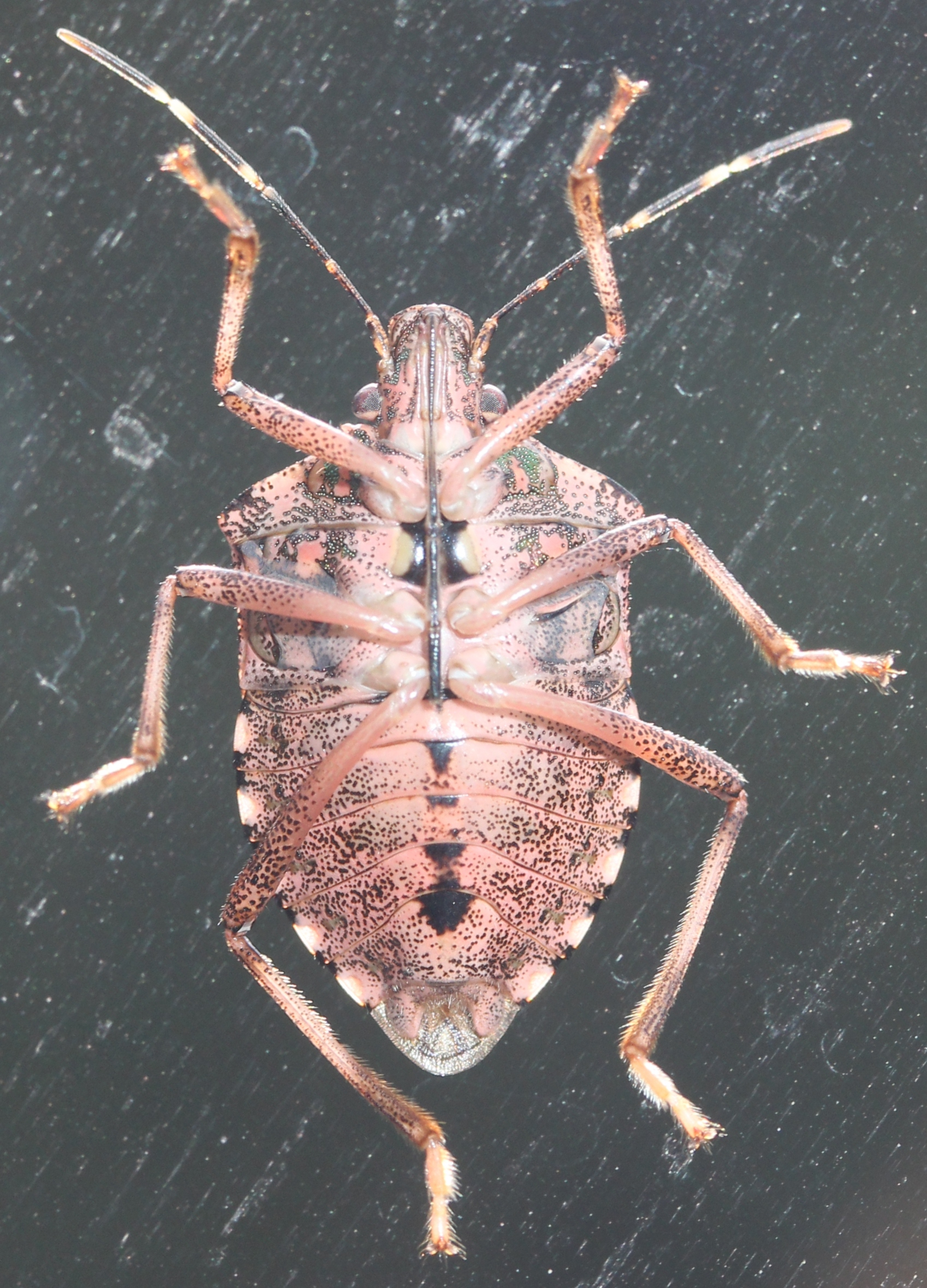
Widok od spodu

### Owad dorosły
Pluskwiak osiągający od 12 do 17 mm długości i od 7 do 10 mm szerokości ciała, przy czym wymiary samic są przeciętnie większe niż samców. Ubarwienie jest zmienne. Wierzch ciała jest brązowo-zielony z głową i przedpleczem o nakrapianiu metalicznie miedzianym lub niebieskawym oraz brązowym marmurkowaniem półpokryw. Pięcioczłonowe czułki oraz odnóża mają naprzemienne obrączkowanie barwy brązowej i jasnej. Podobnie beżowe i jasne pasy cechują barwę listewki brzeżnej odwłoka (łac. connexivum). Tarczka sięga do połowy długości odwłoka i ma zarys trójkątny. Spód tułowia i odwłoka ma ubarwienie jasnobrązowe z połyskiem rudym bądź różowym, zależnie od źródła pokarmu.

### Stadia rozwojowe
Pierwsze stadium larwalne (nimfalne) ma ciało długości około 2,4 mm z kontrastowym, czarno-czerwonym lub czarno-pomarańczowym ubarwieniem. Drugie stadium ma ciało długości około 3,7 mm, a w jego ubarwieniu dominuje czerń, aczkolwiek na czułkach i odnóżach pojawia się już jasne i ciemne obrączkowanie. Trzecie stadium ma większe rozmiary i silniej zaznaczone obrączkowanie czułków i odnóży; pojawiają się tu też zawiązki skrzydeł. W ostatnim, piątym stadium rozpoznać można już płeć – u samic pojawia się pośrodkowa bruzda na spodzie dziewiątego segmentu odwłoka.

## Biologia i ekologia

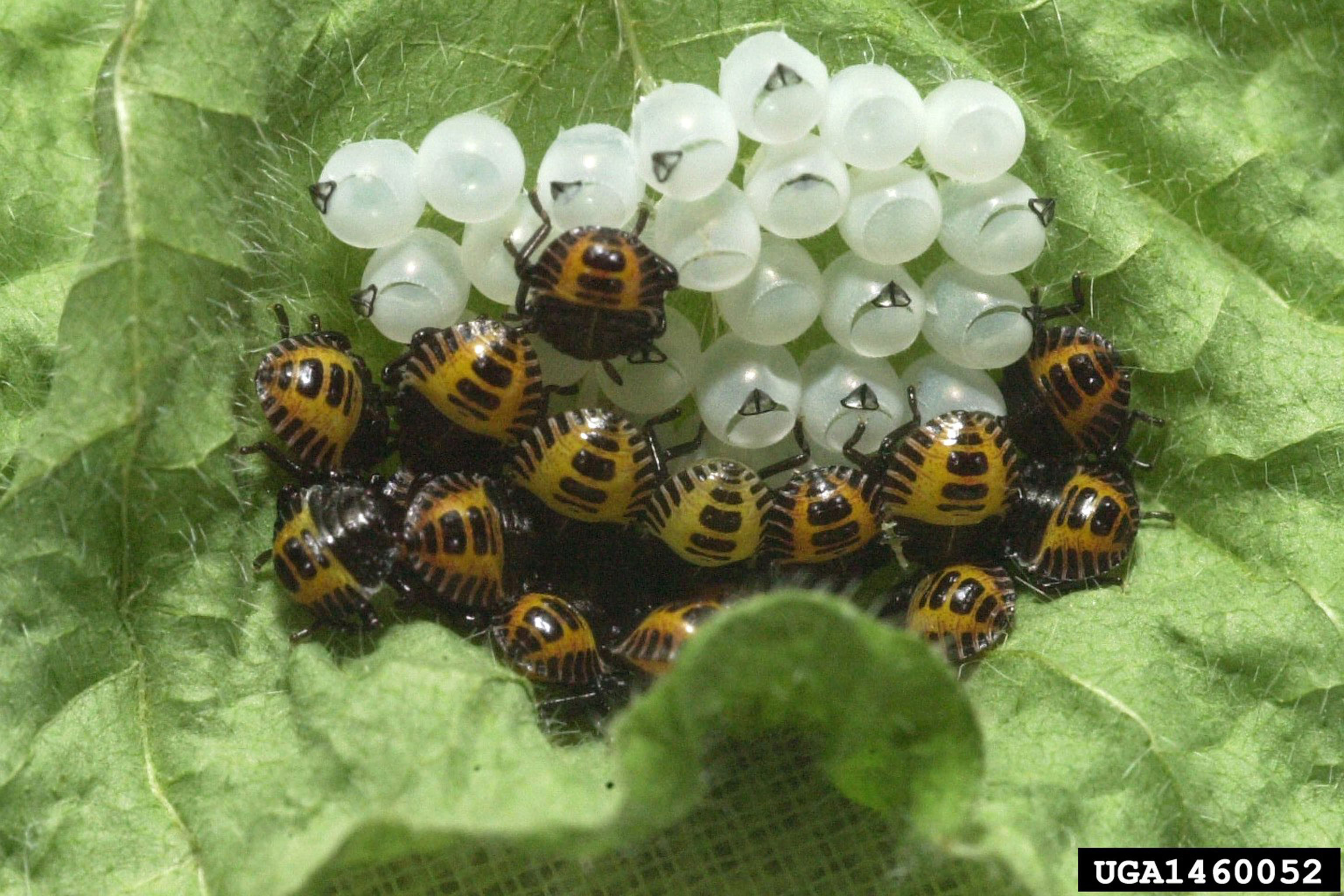
Jaja i świeżo wylęgnięte nimfy

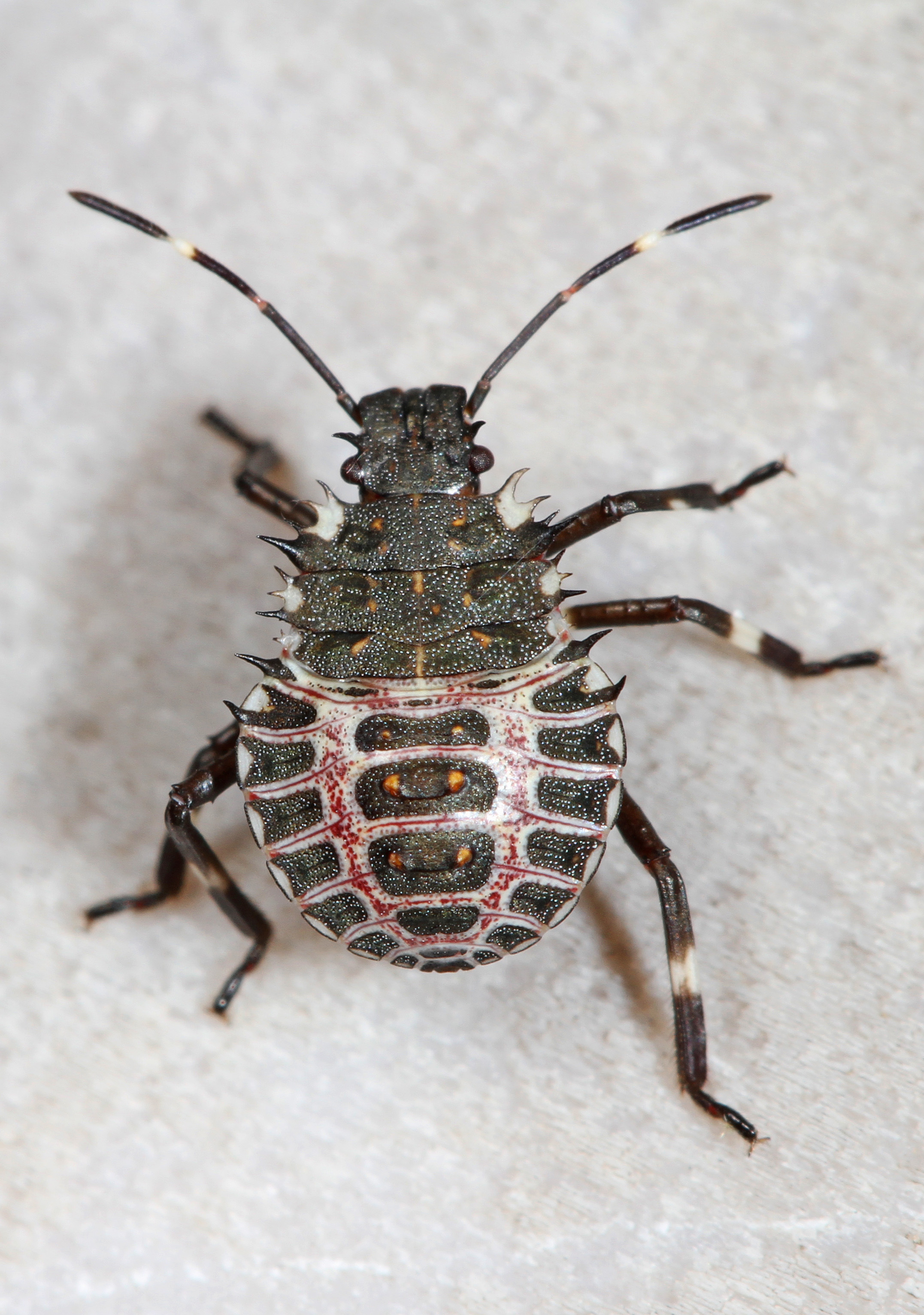
Nimfa

Jaja składane są w klastrach liczących 20–30 sztuk na spodzie liści. Stadiów larwalnych (nimfalnych) jest pięć, przy czym pierwsze zwykle nie oddala się od miejsca złożenia jaj. Liczba pokoleń wydawanych w ciągu roku jest różna w zależności od regionu – w środkowoatlantyckiej części Stanów Zjednoczonych jest ich dwa, a w południowych Chinach nawet pięć.
Zaniepokojone osobniki wydzielają z gruczołów zapachowych zatułowia nieprzyjemną woń.
Owad ten jest wybitnie polifagicznym fitofagiem ssącym. W samych Stanach Zjednoczonych stwierdzono jego żerowanie na ponad 175 gatunkach roślin z różnych rodzin. Atakowanymi organami są liście, łodygi, kwiaty, owoce, a w przypadku kukurydzy kolby. Najintensywniejsze żerowanie w warunkach europejskich ma miejsce od połowy lipca do połowy września.
Do parazytoidów jaj tej tarczówki należą błonkoskrzydłe: Telenomus i Trissolocus z rodziny Scelionidae, Ooencyrtus z rodziny suskowatych, Anastatus z rodziny Eupelmidae. Z kolei parazytoidem form dorosłych jest muchówka Trichopoda pennipes z rodziny rączycowatych.

## Rozprzestrzenienie
Rodzimy zasięg tego gatunku ogranicza się do Azji Wschodniej, obejmując: Japonię oprócz Hokkaido, Tajwan, Koreę Południową, Koreę Północną, północny Wietnam oraz następujące części Chin: Anhui, Fujian, Guangdong, Hebei, Heilongjiang, Henan, Hubei, Hunan, Jiangsu, Jiangxi, Jilin, Junnan, Kuangsi, Kuejczou, Liaoning, Mongolia Wewnętrzna, Shaanxi, Shanxi, Syczuan, Tybet i Zhejiang.
Owad ten został jednak zawleczony do nearktycznej Ameryki Północnej (Kanada, Stany Zjednoczone), Ameryki Południowej (Chile), na Zakaukazie (Gruzja) oraz do Europy, stając się na wielu nowych terenach gatunkiem inwazyjnym. W Ameryce pierwszy raz odnotowano go w Pensylwanii w 2001, ale przypuszczalnie pojawił się tam jesienią 1996.
W Europie gatunek ten stwierdzony został dotychczas w Hiszpanii, Francji, Niemczech, Szwajcarii, Liechtensteinie, Austrii, Włoszech, na Węgrzech, Słowacji, w Rosji, Rumunii, Słowenii, Serbii i Grecji. Dwa jego pierwsze odnotowania w Europie to Liechtenstein w 2004 i Szwajcaria w 2007. W Polsce pierwszy okaz znaleziono w 2018r. w miejscowości Dobczyce w Beskidzie Zachodnim. Kolejne dwa stwierdzenia zostały odnotowane w 2019r. w miejscowościach Cieszyn-Boguszowice oraz Warszawa-Wierzbno. 

## Znaczenie gospodarcze
Inwazyjny szkodnik (agrofag) o dużym znaczeniu gospodarczym. Do atakowanych przez niego roślin należą liczne drzewa i krzewy owocowe i ozdobne oraz warzywa, w tym: abelia, bakłażan, borówka, brzoskwinia, budleja Davida, burak liściowy, cyprys, czereśnia, fasola zwykła, grusza pospolita, jabłoń domowa, jesion, ketmia, klon, kryptomeria, kukurydza zwyczajna, leszczyna, malina właściwa, morela, morwa, ogórek, papryka roczna, pomidor zwyczajny, paulownia omszona, róża pomarszczona, śliwa, wiciokrzew, winorośl, wierzba. Mniejsze szkody wyrządzać może też na dyniowatych i kapustowatych.